# Philippe de Spoelberch
Philippe François Eric Olivier de Spoelberch (Etterbeek, 23 mei 1941) is een Belgisch industrieel en dendroloog.

## Levensloop

### Familie
Burggraaf Philippe de Spoelberch, telg uit de Brabantse familie Spoelberch, is een zoon van Werner de Spoelberch (1902-1987) en barones Elinor de Haas Teichen (1916-1976). Zijn overgrootvader Adolphe de Spoelberch (1839-1913) trouwde met Elise Willems (1855-1941), een erfdochter die haar aandeel in de Brouwerij Artois binnen de familie de Spoelberch bracht.
Hij trouwde in 1963 met burggravin Diane de Jonghe d'Ardoye (1943), van wie hij in 2005 scheidde.

### Carrière
Philippe de Spoelberch promoveerde tot ingenieur scheikunde en was (waarschijnlijk de laatste) actieve familiale vennoot binnen de Brouwerij Artois. Hij was er verantwoordelijk voor de verdere ontwikkeling in de jaren vanaf 1970, onder meer door verhoogde export, en stond mee aan de wieg van de fusies, eerst met Piedbœuf, vervolgens met Anheuser-Busch. In 2007 verliet hij de raad van beheer van het concern en werd er opgevolgd door zijn neef Grégoire de Spoelberch (1966). Hij bleef bestuurder van het Fonds Baillet Latour. Hij was ook bestuurder bij Carmeuse en Floridienne (waarvan hij 21,7% van de aandelen bezit).

### Dendrologie
Spoelberch is vooral bekend als dendroloog. Op zijn gedeelte van het familiaal domein in Haacht-Wespelaar (domeinen Wespelaar en Herkenrode) heeft hij de bestaande collectie van coniferen aanzienlijk uitgebreid, zodat het een van de belangrijkste ter wereld is geworden. Er groeien ongeveer 2.000 verschillende taxa (struiken en bomen), waarvan er 169 op de Rode lijst van bedreigde soorten staan. In 2007 droeg hij de eigendom van het Arboretum Wespelaar over aan een stichting en vanaf 2011 werd het arboretum opengesteld voor het publiek. Spoelberch is erevoorzitter van de Belgische Vereniging voor Dendrologie. Hij was ook bestuurder van de Muziekkapel Koningin Elisabeth.

## Publicaties
- Bomen in België. Dendrologische inventaris 1987-1992 (met Jean-Claude Baudouin en Jef Van Meulder), 1992
- Foreword en Growing magnolias in Belgium in: David Hunt, Magnolias and their allies, 1998
- Yellow-flowering magnolias at Herkenrode and Arboretum Wespelaar in: Rhododendrons, camellias & magnolias, yearbook 2003.
- Voorwoord in: Marie-Noëlle Cruysmans & Ivo Pauwels, Jardins d'inspiration en Belgique, Racine, 2013.